# Жена моего учителя
«Жена моего учителя» (англ. My Teacher’s Wife) — художественный фильм. Эротическая молодёжная комедия.

## Сюжет
Тод Бумер заканчивает школу и по настоянию отца собирается поступать в Гарвард, но учитель математики, мистер Рой Мюллер, после проваленного Тодом теста по матанализу отказывается дать парню рекомендацию. И тогда юноша находит себе репетитора — случайно встреченную молодую, привлекательную женщину по имени Вики, имеющую учёную степень по математике. Очень скоро отец, скептически отнёсшийся к молодой красотке-репетитору, убеждается, что Вики неплохой педагог: оценки Тода резко улучшаются, мистер Мюллер начинает хвалить ученика.
Взаимный интерес, подогретый близкими увлечениями (Тод неплохо рисует, а Вики в гараже создаёт скульптуры из металла), приводят к закономерному результату — Тод и Вики влюбляются друг в друга и их встречи превращаются в свидания. Обоих не останавливает то, что Вики замужем, поскольку её брак, по её же словам, исчерпал себя — детей нет, муж постоянно занимается своими делами, совершенно не интересуясь женой, а к её хобби относится как к не стоящей внимания причуде.
Приближается день собеседования в Гарварде, мистер Мюллер уже согласился дать рекомендацию, но тут Тод узнаёт, что, оказывается, Рой Мюллер и есть муж Вики! Пока Тод пытается понять, что же ему делать, мистер Мюллер застаёт их с Вики вместе; парень обзаводится великолепным синяком во весь глаз.
Но нет худа без добра: Вики решает, наконец, изменить свою жизнь, уехать в Нью-Йорк и попробовать пробиться там со своими скульптурами. А Тод, явившись на собеседование, на вопрос интервьюера «Почему именно Гарвард?» вдруг отвечает, что понял: как бы ни был хорош этот университет, это не то, что ему нужно. Вернувшись домой, Тод объявляет родителям, что пойдёт в художественное училище. Вопреки его опасениям, отец довольно легко принимает решение сына.

## В ролях
- Джейсон Лондон — Тод Бумер
- Тиа Каррере — Вики Мюллер
- Кристофер МакДональд — Рой Мюллер
- Александра Ли — Кирстен Бек
- Зак Орт — Пол Фабер
- Джеффри Тэмбор — Джек Бумер

## Выпуск
Фильм был снят в городе Уилмингтон, штат Северная Каролина, с плановой датой выхода в кинотеатрах в феврале 1995 года. Первоначальное название — «Bad With Numbers» (буквально — «Плохо с числами»). Но из-за банкротства компании Savoy Pictures фильм не был куплен для проката в кинотеатрах. Позже компания Trimark изменила его название на «Жена моего учителя» и выпустила на DVD. Также фильм был показан по кабельным каналам в США. Фильм был номинирован на премию "Оскар" за анимационные вставки, выполненные карикатуристом Биллом Плимптоном.